# 巴金和達格納姆區
巴金和達格納姆區（英語：London Borough of Barking and Dagenham，讀音：/ˈlʌndən bʌɹə ɒv ˈbɑːkɪŋ ən ˈdægnəm/ⓘ）是英國英格蘭大倫敦外倫敦的自治市，人口 165,700，面積36.09平方公里。

## 姊妹城市
- 德国維滕
- 波蘭特切夫

## 外部連結
- （英文） 巴金-達格納姆區政府網

51°33′N 0°07′E / 51.550°N 0.117°E